# Juan Bautista Alfonseca
El coronel Juan Bautista Alfonseca Baris (Santo Domingo, 23 de junio de 1810 – 9 de agosto de 1875) fue un militar y músico dominicano que participó en la Guerra de Independencia de la República Dominicana.  
Su nombre ha sido recogido por la historia, por haber sido el precursor primigenio del merengue, siendo el primer músico que llevó el merengue al pentagrama y por haber escrito la música del primer himno nacional que tuvo el país.
Aunque la música compuesta por Alfonseca no se catalogaba específicamente como "merengue" en su época, su incorporación de elementos folclóricos dominicanos en formas musicales europeas como la danza y la contradanza sentó las bases de este género. 
Juan Bautista Alfonseca alcanzó el grado de coronel en el Ejército Dominicano, y dirigió bandas militares oficiales. También sirvió como músico en la Catedral de Santo Domingo, donde ejerció como maestro de capilla, componiendo al menos dos misas y un miserere.
Tras la proclamación de la Primera República Dominicana el 27 de febrero de 1844, Alfonseca compuso la música del primer himno nacional dominicano, conocido como Canción Dominicana, con letra de Félix María del Monte. Aunque no fue adoptado oficialmente, fue interpretado públicamente en conmemoraciones patrióticas.
En 2005, el Poder Ejecutivo de República Dominicana reconoció la importancia del merengue como patrimonio nacional y declaró el 26 de noviembre como el Día Nacional del Merengue mediante el Decreto No. 619-05 

## Obra
Entre sus composiciones más destacadas se encuentran:
- El juramento
- ¿Valverde por qué estás triste?
- El retozo de los viejos
- Huye Marcos Rojas que te coge la pelota
- Boca Canasta
- ¡Ay, cocó!
- El sancocho
- Canción Dominicana
- Himno a la Batalla de las Carreras
- El que no tiene mil pesos no baila
- Juana Quilina
- La cadena
- La chupadera
- Los pastelitos
- El morrocoy
- El Carlito cayó en el pozo

Desafortunadamente, ninguno de los textos musicales escritos por Alfonseca ha sobrevivido después de su muerte ninguna de sus obras fueron encontradas. Sin embargo, Flerida de Nolasco provee un fragmento de un merengue nominado como Juana Quilina, la única referencia de la música dominicana en el siglo XIX. solo estos dos fragmentos sobreviven: 

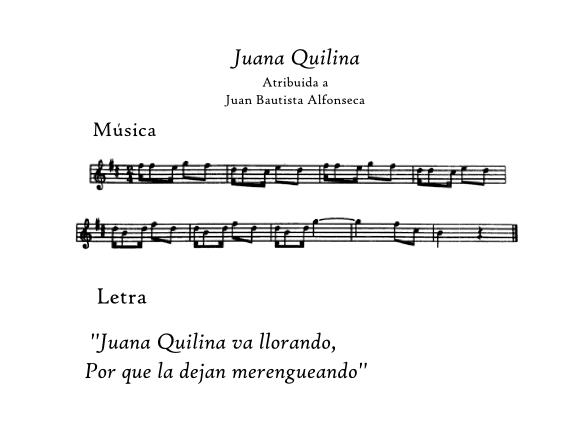
Fragmento de la Juana Quilina, la única referencia que se tiene del merengue en el siglo XIX